# Acanthaspidia bifurcatoides
Acanthaspidia bifurcatoides là một loài chân đều trong họ Acanthaspidiidae. Loài này được Vasina & Kussakin miêu tả khoa học năm 1982.